# Амврий
Амврий (на иврит: עָמְרִי) е цар на Израил, управлявал около 885 – 874 година пр. Хр.
Той е главнокомандващ на армиите на цар Ила и след неговата смърт води продължителна война срещу наследниците му Замврий и Фамний, докато овладее трона. Той основава град Самария и го превръща в своя столица, а старозаветните текстове са силно критични към управлението му. Негов син и наследник е цар Ахав.